# Bremen (bang)
Thành bang Hanse tự do Bremen (tiếng Đức: Freie Hansestadt Bremen) là bang nhỏ nhất và ít dân nhất trong số 16 bang của Cộng hòa Liên bang Đức. Nó được gọi một cách không chính thức là Land Bremen ('Bang Bremen'), mặc dù thuật ngữ này đôi khi được sử dụng trong các bối cảnh chính thức. Bang này bao gồm thành phố Bremen và vùng đất cảng biển của nó là Bremerhaven, được bao quanh bởi bang Niedersachsen ở miền bắc nước Đức.

## Địa lý

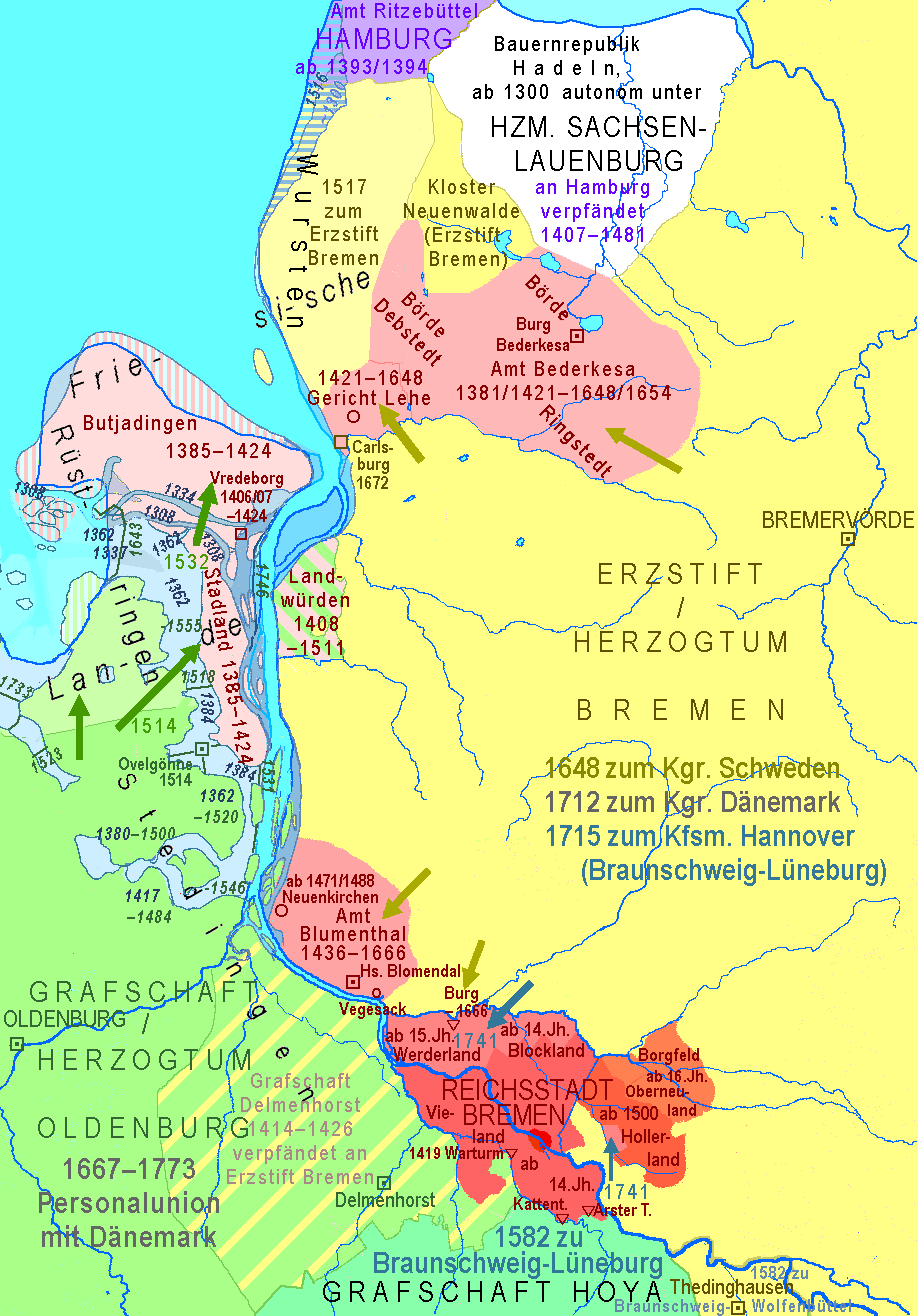
Lãnh thổ Bremen vào thế kỷ 14 và 18

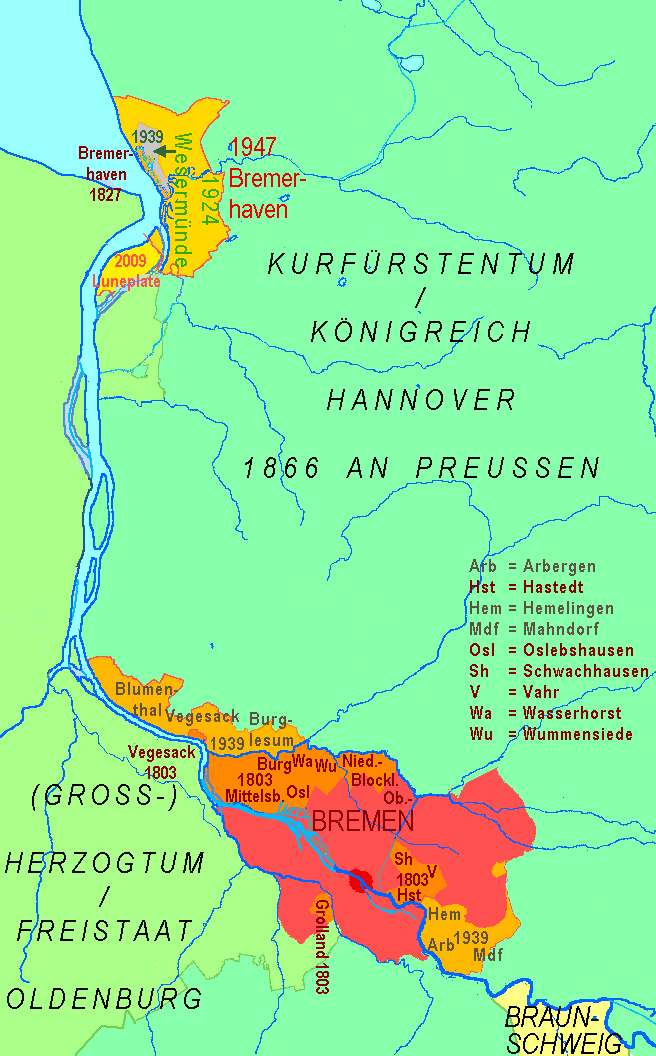
Lãnh thổ Bremen từ năm 1800

Bang Bremen bao gồm hai vùng lãnh thổ không tiếp giáp nhau. Các vùng đất này bao gồm Bremen, tên chính thức là 'Thành phố' (Stadtgemeinde Bremen) là thủ phủ của bang, và thành phố Bremerhaven (Stadt Bremerhaven). Cả hai đều nằm trên Sông Weser; Bremerhaven ("cảng Bremen") nằm xa hơn về phía hạ lưu trên cửa sông Weser với lối ra mở vào Biển Bắc. Cả hai vùng đất đều được bao quanh hoàn toàn bởi bang Niedersachsen (Lower Saxony). Điểm cao nhất trong bang là Công viên Friedehorst (32,5 mét; 107').

## Lịch sử
Khi Đế chế La Mã Thần thánh bị giải thể vào năm 1806, Thành bang Đế chế Tự do Bremen đã không bị trung gian hoá như phần lớn các thành bang khác. Thay vì được sáp nhập vào lãnh thổ mở rộng của một trong những chế độ quân chủ xung quanh, Bremen đã được công nhận (cùng với Hamburg) là một Thành bang Hanse Tự do có chủ quyền. Tiền tệ của thành bang này cho đến năm 1873 là đồng thaler Bremen.
Năm 1811, trong nỗ lực thực thi Nghị định Berlin của Napoleon cấm vận Vương quốc Anh, Đệ Nhất Đế chế Pháp đã sáp nhập thành bang này. Nhưng tại Đại hội Viên năm 1815, sứ giả của Bremen là Johann Smidt (thị trưởng sau này), đã vận động thành công để khôi phục nền độc lập của thành bang này như một trong 39 nhà nước có chủ quyền trong Bang liên Đức mới.
Năm 1827, Bremen đã mua đất ở cửa sông Weser từ Vương quốc Hannover để xây dựng một cảng biển mới, đó là Bremerhaven. Điều này đảm bảo rằng Bremen vẫn là hải cảng chính của Đức để di cư đến châu Mỹ và phát triển thành một trung tâm trung chuyển cho hoạt động thương mại thuộc địa phát triển muộn của Đế chế Đức.
Năm 1867, một năm sau khi Vương quốc Phổ đánh bại Đế quốc Áo và sáp nhập Vương quốc Hannover, Bremen gia nhập Liên bang Bắc Đức. Năm 1871, sau chiến thắng trước Đệ Nhị Đế chế Pháp, nơi này trở thành Đế chế Đức với Bremen là một trong 26 nhà nước cấu thành của Đế chế.
Là một cảng quốc tế và trung tâm công nghiệp, Bremen có truyền thống cánh tả và tự do mạnh mẽ. Vào tháng 1 năm 1913, tại cuộc bầu cử cuối cùng vào Quốc hội Đế chế ở Berlin, Đảng Dân chủ Xã hội (SPD) đã giành được hơn một nửa số phiếu bầu, tức là 53,4%. Đảng Tự do cánh tả (Linksliberale) giành thêm 41,4%. Chỉ có 5,1% thuộc về Đảng Bảo thủ. Trong thời kỳ Cộng hòa Weimar, đã có 7 cuộc bầu cử vào Burgerschaft, Quốc hội Bremen. Tại cuộc bầu cử liên bang Đức vào tháng 11 năm 1932, cuộc bầu cử tự do rộng rãi cuối cùng trong thời gian này, Đảng Dân chủ Xã hội đã giành được 31,2% số phiếu bầu, và Đảng Cộng sản (KPD) giành được 16,8%, so với 20,8% của Đức Quốc xã.
Sau cuộc bầu cử quốc gia bị thỏa hiệp nghiêm trọng vào tháng 3 năm 1933, Đức Quốc xã vẫn chỉ giành được một phần ba số phiếu bầu phổ thông tại Bremen (32,7%). Bremen, giống như tất cả các bang của Đức, sau đó đã trải qua quá trình Gleichschaltung (điều phối), theo đó chế độ Đức Quốc xã, thông qua một chiến dịch biểu tình bạo lực và đe dọa, đầu tiên đã buộc người đứng đầu Thượng viện từ chức và sau đó giải tán Bürgerschaft. Trong 12 năm tiếp theo, Bremen vẫn nằm dưới quyền trực tiếp của một Reichsstatthalter (Thống đốc Đế chế), người đồng thời giữ chức vụ Gauleiter của Đảng Quốc xã tại Gau Weser-Ems. Trong những năm này, cộng đồng người Do Thái nhỏ của Bremen (1.438 người đã đăng ký vào đầu năm 1933) đã bị phá hủy thông qua việc di cư cưỡng bức và trục xuất đến các trại tử thần ở phía Đông bị chiếm đóng.
Các cuộc ném bom của quân Đồng minh trong Thế chiến II đã phá hủy hoặc gây thiệt hại nghiêm trọng cho 60% kết cấu xây dựng của thành bang, bao gồm phần lớn trung tâm lịch sử của thành bang. Sau một cuộc ném bom tiếp theo, quân đội Anh đã tiến vào Bremen vào cuối tháng 4 năm 1945. Được chuyển giao cho người Mỹ, Bremen trở thành cảng tiếp tế cho các khu vực chiếm đóng của Hoa Kỳ ở phía tây Berlin và miền Nam nước Đức.
Thành bang được tái lập thành một bang vào năm 1947 và từ năm 1949, một lần nữa được gọi là Thành bang Hanse tự do Bremen, trở thành một vùng đất hoặc bang của Cộng hòa Liên bang Đức mới, được gọi một cách không chính thức là "Tây Đức" cho đến năm 1990.